# 粂田猛
粂田 猛（くめた たけし、1939年8月5日 - ）は、日本の経営者。京都信用金庫理事長を務めた。

## 経歴・人物
京都府出身。1964年に同志社大学経済学部を卒業し、同年に京都信用金庫に入社した。1985年に理事に就任し、1989年に常務、1990年に専務を経て、2004年6月には理事長に就任。2008年6月を以って、退任。